# Puklerznik sześciopaskowy
Puklerznik sześciopaskowy (Euphractus sexcinctus) – gatunek ssaka, pancernikowca z rodziny Chlamyphoridae. Zamieszkuje Amerykę Południową. Nie jest zagrożony wyginięciem.

## Genetyka
Diploidalna liczba chromosomów 2n = 58. Liczba fundamentalna FN = 102.

## Budowa

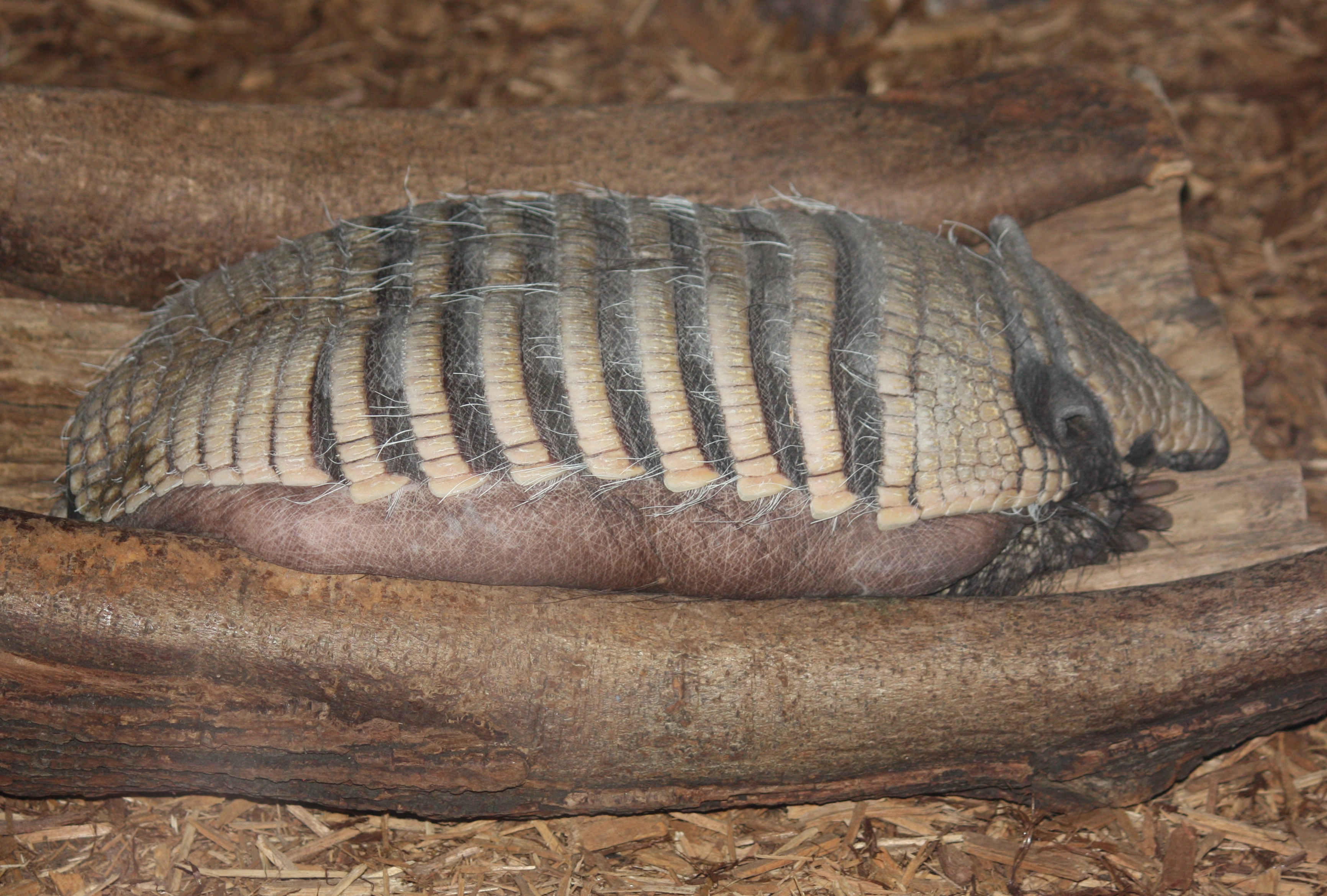
Wbrew nazwie liczba wolnych pasów pancerza grzbietowego może wynosić od sześciu do ośmiu. Ten osobnik z zoo w Cincinnati ma ich 7

Abba i Superina podają następujące wymiary puklerznika sześciopaskowego. Głowa i tułów mierzą od 40,0 do 50,0 cm (dawniejsze dane 40,1–49,5 cm ze średnią 45,3 cm), z czego 10 cm przypada na czaszkę o szerokości jarzmowej od 61,7 do 74,5 cm. Dochodzi do tego ogon o długości między 20,0 a 25,0 cm (11,9–24,1 cm, średnia 22,05 cm). Ucho mierzy od 3,5 do 4,1 cm (3,2–4,7 cm, średnia 3,9 cm). Tylna stopa osiąga między 7,8 a 9,0 cm (7,8–9,2 cm, średnia 8,61 cm). Stosunek szerokości do długości pancerza głowy wynosi 0,74, największa z płyt karkowych mierzy średnio 25,3 cm. Masa ciała zawiera się w przedziale od 3 do 7 kg, w niewoli spotykano osobniki utuczone do 8 kg, a pojedynczy samiec ważył 11,3 kg. Wymiary te czynią puklerznika sześciopaskowego jednym z większych pancernikowców, w szczególności największym przedstawicielem swej podrodziny (kolejny włosopuklerznik kosmaty osiąga długość głowy i tułowia 26–40 cm, ogona 12–15 cm i waży od 2 do 5 kg). Większymi od puklerznika sześciopaskowego pancernikowcami są jedynie zębolita olbrzymia osiągająca 75–100 cm długości głowy i ciała przy masie do 80 kg w niewoli oraz pancernik większy długości głowy i ciała 51–58 cm przy masie 8,5–10,5 kg. Ponadto samice puklerznika sześciopaskowego nieco cięższe są od płci przeciwnej.
Głowa jest szeroka. Łuk jarzmowy jest wąski, wydłużony. Uszy są długie. Sięgając do drugiego–trzeciego pasa płytek tarczy łopatkowej. Występuje skostniały przewód słuchowy zewnętrzny i bulla tympanica.
Dorosłe zwierzę nosi 9 par zębów w szczękach i 10 w żuchwie, podobnie jak włosopuklerznik, ale nie puklerzyk. Nie występuje szkliwo. Mięśnie służące żuciu są silne.
Pancerz przyjmować może barwę bladożółtą (po angielsku funkcjonuje nazwa yellow armadillo, pancernik żółty), opaloną, niekiedy w odcieniu czerwonawym, porasta go rzadki włos barwy białej, bladej, płowej.
Ciało puklerznika sześciopaskowego pokrywa pancerz. Okrywa on i głowę. Pancerz głowy jest wąski, szerokości od 69 do 80% długości, mniej niż u innych puklerzników. Jego płytki sięgają co najwyżej od ucha do ucha. Przednią część pancerza okrywającego grzbiet tworzy tarcza łopatkowa (scapular shield). Jej przednia część nie obejmuje przesuwalnego pierścienia, występującego u innych puklerzników. Środkową część pancerza grzbietowego buduje od sześciu do ośmiu, najczęściej 6 ruchomych pasów (starsze dane podawały 6–7 ze średnią 6,3). Pojedynczy pas karkowy (nuchal band) jest dobrze rozwinięty. Część tylna to tarcza miedniczna (pelvic shield), pomiędzy środkowymi płytkami której ujście ma od dwóch do czterech gruczołów miednicznych. Marginalne płytki kostne (scutes) są prostokątne.
Szkielet jest dość ciężki, żebra poszerzone, podobnie jak u mrówkojadowatych, w czym niektórzy autorzy widzą adaptację do kopania. Macica jest dwurożna. Samica dysponuje parą piersiowych sutków. Jądra przypominają swe homologi u pancernika dziewięciopaskowego, podobnie spermatogeneza przebiega czteroetapowo.
Kończyny wieńczy po 5 pazurów.

## Fizjologia
Temperatura ciała wynosi 34 °C. Pod skórą magazynuje się tkanka tłuszczowa.

## Systematyka
Nazwę zgodną z zasadami nazewnictwa binominalnego ustalił Karol Linneusz w 1758 w 10. edycji Systema Naturae. Badacz zaliczył puklerznika sześciopaskowego do rodzaju Dasypus zwanego obecnie pancernikiem. Jako miejsce typowe Linneusz podał in America Meridionali, czyli „w Ameryce Południowej”. Później, w 1907, Thomas skonkretyzował je, podając Pará w Brazylii. Gatunek umieszczono też w końcu w innym rodzaju Euphractus, czyli puklerznik. Niegdyś wszystkie współczesne pancernikowce umieszczano w pojedynczej rodzinie Dasypodidae, czyli pancernikowate. Później jednak wszystkie rodzaje prócz pancernika umieszczono w osobnej rodzinie Chlamyphoridae. W rodzinie tej wyróżnia się 3 podrodziny zwane Euphractinae (puklerzniki), Chlamyphorinae (niewyróżniana przez polskie, starsze źródła) i Tolypeutinae (bolity). Puklerznik sześciopaskowy zalicza się do pierwszej z nich. Podrodzina puklerzników obejmuje w sumie 4 gatunki: puklerznika sześciopaskowego, puklerzyka różowego i dwa gatunki włosopuklerznika.
Wyróżnia się 5 podgatunków:
- Euphractus sexcinctus sexcinctus Linnaeus, 1758[1]
- Euphractus sexcinctus boliviae Thomas, 1907[1], miejsce typowe Santa Cruz (de la Sierra), Santa Cruz, Boliwia[2]
- Euphractus sexcinctus flavimanus Desmarest, 1804[1], Paragwaj[2]
- Euphractus sexcinctus setosus Wied-Neuwied, 1826[1], Bahia, Brazylia[2]
- Euphractus sexcinctus tucumanus Thomas, 1907[1], Tapia, Tucuman, Argentyna[2].

## Tryb życia
Pancernikowce generalnie wiodą samotny tryb życia. Dotyczy to również puklerznika sześciopaskowego, aczkolwiek jest on nieco bardziej społeczny od większości swych krewnych. Niemniej do spotkań w obrębie gatunku dochodzi zazwyczaj w okresie rozrodu. Ponadto odnotowano zachowania eksploracyjne obejmujące wąchanie i kopanie oraz zachowania społeczne takie jak obwąchiwanie, kontakt wzrokowy, tolerowanie innych osobników. Zazwyczaj jednak każde zwierzę pozostaje na swym własnym terenie, którego powierzchnia wynosi od 0,1 do 957,9 ha. Dokładniejsze oszacowania stwierdzają pewne różnice ze względu na płeć: w przypadku samców areał wynosi od 1,1 do 96,4 ha, u samic zaś między 0,1 a 18,8 ha. Gęstość wynosi wedle różnych szacunków 1,3 osobnika na km² w Boliwii, a 14 zwierząt na km² w Brazylii, w którym to kraju na drodze równej 4580 km naliczono 49 puklerzników. Ponadto tereny zajmowane przez sąsiadujące ze sobą osobniki nakładają się na siebie, zarówno w przypadku zwierząt tej samej, jak i przeciwnej płci.
Puklerznik jest aktywny za dnia, rzadziej nocą. Swą norę opuszcza po świcie.
Zwierzę sprawnie kopie. W nocy kryje się w sporządzonej przez siebie norze. Stopień jej skomplikowania zależy od gleby, w której zwierzę drąży, topografii oraz od pory roku. Niekiedy zakłada prostą norę, a niekiedy ma ona aż 5 wejść. Wejście takie przyjmuje kształt litery U. Jego wysokość równa jest szerokości, a obie wynoszą po 2 dm. Pomiary w środku wyniosły 16 cm wysokości i 10 cm szerokości. W środku składuje materiał roślinny, z którego mości sobie nieskomplikowane gniazdo. Jedno zwierzę tworzy sobie liczne nory. Pewien obserwowany samiec korzystał z jednej nory przez 18 dni. Przypuszcza się, że ssaki te mogą oznaczać swoje nory, przynajmniej zwierzęta trzymane w niewoli znaczyły wydzieliną swych gruczołów kąty klatki.

## Cykl życiowy
Okres rozrodu przypada na czas od lipca do grudnia. Wtedy też ma miejsce większość spotkań między przedstawicielami tego gatunku. Samiec gania samicę, a potem wspina się na nią. Po kopulacji samica zachodzi w ciążę trwającą od 60 do 64 dni, po której rodzi ona od jednego do trzech młodych. Ciężarne samice spotykano w Urugwaju w styczniu, w Brazylii zaś we wrześniu i październiku. Młode różnią się od siebie, mogą być różnej płci. Pokryty delikatnym karapaksem pozbawionym włosów zamkniętooki noworodek waży od 95 do 115 g i przychodzi na świat w norze, w gnieździe wyścielonym przez matkę roślinnością. Oczy otwiera w wieku od 22 do 25 dni. Mając 30 dni, waży już czterokrotność masy urodzeniowej. Pozostaje w norze około 90 dni. Sprawująca nad młodym opiekę matka niepokojona zachowuje się agresywnie. Dojrzałość płciową młode zyskuje w wieku 9 miesięcy. Gucwińska opisywała odchów w niewoli, w którym młode zaczynało pobierać stały pokarm w wieku miesiąca. Pokolenie trwa 5 lat.

## Rozmieszczenie geograficzne
IUCN podaje następujący zasięg występowania puklerznika sześciopaskowego:
- Argentyna (prowincje Chaco, Córdoba, Corrientes, Entre Ríos, Formosa, Jujuy, Misiones, Salta, Santiago del Estero, Santa Fé, Tucumán, być może Catamarca),
- Boliwia,
- Brazylia (stany Mato Grosso do Sul, Mato Grosso, Maranhão, Goiás, Espírito Santo, Ceará, Dystrykt Federalny, Bahia, Amapá, Alagoas, Rondônia, Santa Catarina, São Paulo, Sergipe, Tocantins, Rio Grande do Sul, Rio Grande do Norte, Rio de Janeiro, Piauí, Pernambuco, Parana, Paraíba, Pará, Minas Gerais),
- Paragwaj,
- Surinam,
- Urugwaj[3].

Tereny te leżą na wysokości od poziomu morza do 1600 m.
Abba i Superina w Handbook of the Mammals of the World podają następujące zasięgi poszczególnych podgatunków. Podgatunek nominatywny zamieszkuje południowy Surinam oraz Brazylię, a dokładniej stany Amapa i Para. Wyłącznie w Brazylii spotyka się Euphractus sexcinctus setosus, żyjącego na wschodzie, południowym wschodzie i w centrum tego kraju. Południe Brazylii zasiedla Euphractus sexcinctus flavimanus, sięgający także Paragwaju, Urugwaju i północnego wschodu Argentyny. Euphractus sexcinctus boliviae żyje bardziej na południu, zamieszkując Boliwię i argentyńskie prowincje Jujuy i Salta. Wyłącznie w Argentynie spotyka się Euphractus sexcinctus tucumanus, zamieszkującego prowincje Tucuman i Catamarca.
Skamieniałości puklerznika sześciopaskowego znaleziono w skałach plejstoceńskich w Lagoa Santa w dolinie Rio Velhas w brazylijskim stanie Minas Gerais, jak i w Tarija w Boliwii. Znajdywano ponadto skamieniałości, które zaliczono do rodzaju puklerznik, ale nie do gatunku puklerznik sześciopaskowy.

## Ekologia

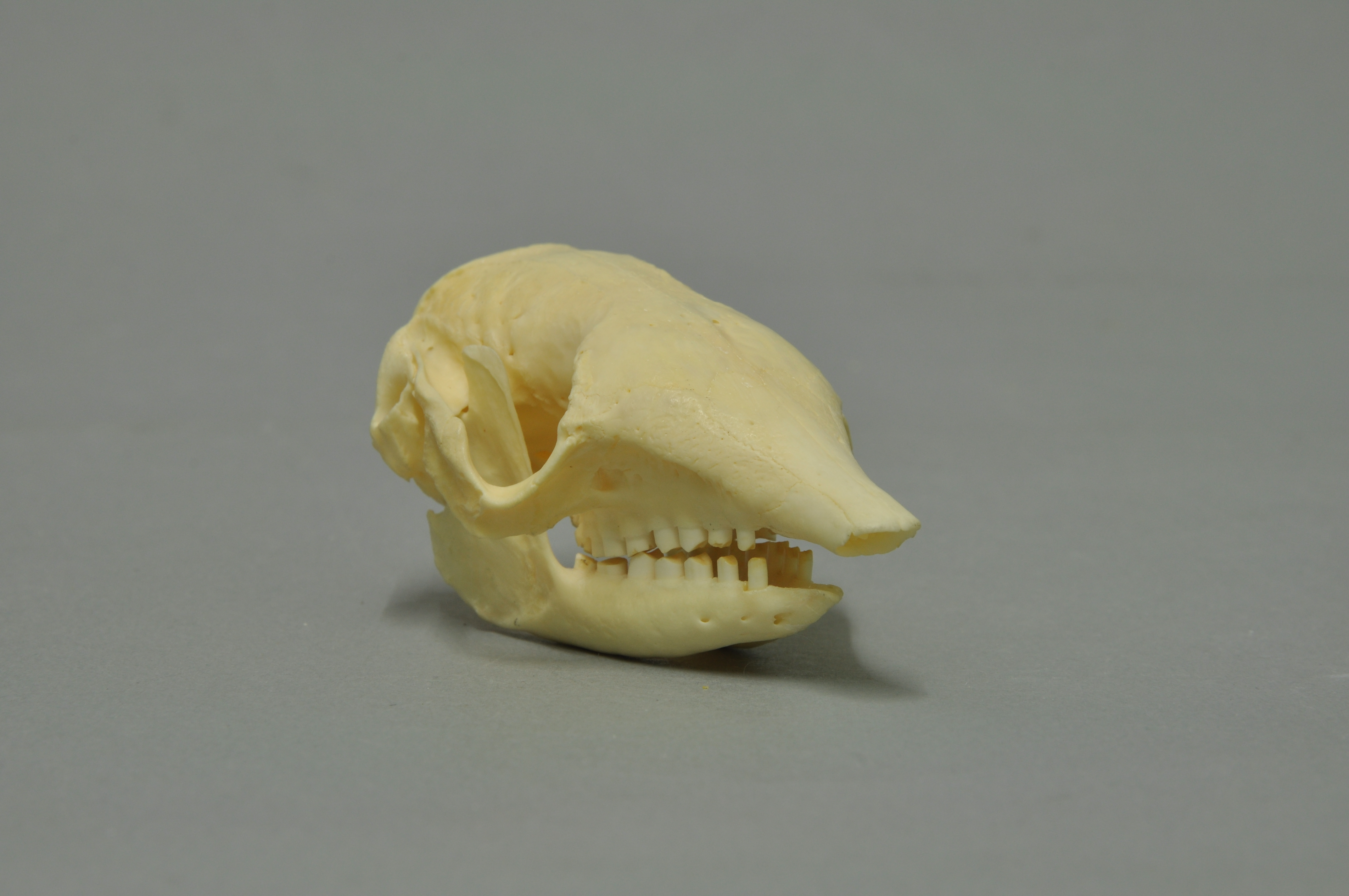
Czaszka

Wśród siedlisk zamieszkiwanych przez puklerznika sześciopaskowego wymienia IUCN lasy (zwłaszcza suche, po części tracące liście, ale też lasy wtórne), tereny trawiaste i porosłe krzewami, także sawannowe. Radzi on sobie w siedliskach zmodyfikowanych przez człowieka. Obserwuje się go plantacjach drewna, soi i trzciny cukrowej, a także na pastwiskach i terenach rolnych. Preferuje tereny dość suche.
Puklerznik sześciopaskowy jest wszystkożerny bądź mięsożerny. Jego zdobyczą padają gryzonie (np. szczur śniady), płazy, gady, jaja ptaków, owady, zwłaszcza chrząszcze i błonkoskrzydłe (zwłaszcza mrówkowate), imagines jak i larwy, pajęczaki, ale przyjmuje też pokarm roślinny w postaci nasion, owoców (zwłaszcza bromeliowatych czy palm), bulw, ziaren. W jednym z badań żołądki 7 na 10 zbadanych osobników wypełnione były pokarmem przynajmniej w 90% roślinnym. Myśliwym jest puklerznik słabym, nie potrafi zagryźć zdobyczy. Nie gardzi padliną. W poszukiwaniu pokarmu potrafi przebywać dalekie odległości, nawet do 2 km, porusza się szybko. Pokarm wynajduje, posługując się węchem, wzrok ma słaby, przeszukuje nosem podłoże, w razie potrzeby drąży za nim w glebie.
W razie zagrożenia ucieka bądź gryzie.

## Zagrożenia i ochrona
IUCN ocenia populację puklerznika sześciopaskowego jako stabilną. Liczebność populacji jest znacząca, a zasięg występowania rozległy. Gatunek radzi sobie w siedliskach zmodyfikowanych przez człowieka, a także występuje w licznych terenach chronionych. W rezultacie IUCN klasyfikuje puklerznika sześciopaskowego jako gatunek najmniejszej troski. Nie znaczy to, że lokalnym populacjom nic nie grozi. IUCN wskazuje bowiem konieczność monitorowania populacji na północ od Amazonki, poddanych presji ze strony działalności ludzkiej, zamieszkującej nieliczne amazońskie sawanny.
IUCN nie wymienia istotnych zagrożeń grożących gatunkowi, pomimo że człowiek poluje nań dla mięsa oraz celem zastosowania w medycynie miejscowej czy też do wyrobu przedmiotów. Polowania odbywają się zwłaszcza w północno-wschodniej Brazylii, natomiast argentyńscy Indianie robią z ogonów przyrządy używane w rozniecaniu ognia. Zamieszkuje liczne obszary objęte ochroną. Ponadto puklerzniki giną w wypadkach drogowych.